# 電影導演

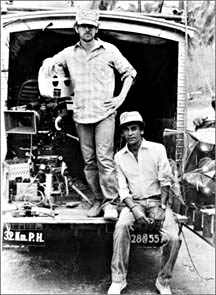
美國導演斯蒂芬·斯皮尔伯格與斯里蘭卡的電影製作者頌德蘭·魯特南（Chandran Rutnam）在斯里蘭卡。

電影導演（film director）是電影拍攝時的總監督者，他會依據劇本提供電影藝術和劇情方面的指導，並引領整個劇組的拍攝工作。

## 主要職責
導演在電影製作中擔當的角色主要包括：
- 體會電影的整個藝術風格，並加強或達到電影所需的藝術效果
- 依照電影劇本，控制電影劇情的細節和發展流程
- 指導演員的演出，其中包括親自為演員設定拍攝位置及動作和協助演員培養演出的情緒
- 組織和選擇電影拍攝場地
- 管理技術方面如攝影機擺位、燈光、佈景格局、配樂內容與時間配合等

在實務操作中，電影導演會把不少工序分配給劇組其它成員執行完成。

## 導演研究
电影导演研究是电影学研究的重要内容，类型片研究和大师研究是导演研究的两个不同取向，美国纽约大学、南加州大学从1960年代培养出世界级的导演例如弗朗西斯·科波拉、马丁·斯科塞斯、斯皮尔伯格、卢卡斯等；前苏联的电影学院以及中国的北京电影学院的导演专业培养出很多著名的电影导演，比如著名的第五代导演张艺谋、陈凯歌等。有代表性的导演研究理论观点包括：蒙太奇理论，长镜头理论，作者论，制片人中心制，以及完全导演论。